# کومنگنو
کومنگنو (به لهستانی:  Komnino) یک روستا در لهستان است که در گمینا سمووجنو واقع شده‌است. کومنگنو  ۷۰ نفر جمعیت دارد.